# Кобєглава
Кобєглава (словен. Kobjeglava) — поселення в общині Комен, Регіон Обално-крашка, Словенія. Висота над рівнем моря: 321,4 м.